# Kenneth Smith (effetti speciali)
Kenneth Smith (...) è un artista ed effettista statunitense, vincitore di 2 premi Oscar ai migliori effetti speciali.
Vince i premi Oscar nel 1983 per il suo lavoro nel film E.T. l'extra-terrestre insieme a Carlo Rambaldi e Dennis Muren e nel 1988 per il suo lavoro nel film Salto nel buio insieme a Dennis Muren, William George e Harley Jessup, per lo stesso film riceve anche una candidatura ai Saturn Award del 1988 nella categoria Saturn Award per i migliori effetti speciali.